# Езжа (деревня)
 Езжа  — деревня в Афанасьевском районе Кировской области в составе Ичетовкинского сельского поселения.

## География
Расположена на расстоянии примерно 21 км на восток-юго-восток от райцентра поселка  Афанасьево.

## История
Известна с 1891 года. В  1905 году в починке Федота Викулова  хозяйств 4 и жителей 45, в 1926 здесь (Починок Викуловское или Федотов)  хозяйств 10 и и жителей 61, в 1950 (деревня Викуловское) 32 и 86, в 1989 году 85 жителей. Настоящее название утвердилось с 1978 года.  

## Население
Постоянное население составляло 95 человек (русские 93%) в 2002 году, 62 в 2010.